# جسیکا لانگ
جسیکا تاتیانا لانگ (به انگلیسی: Jessica Tatiana Long) زادهٔ ۲۹ فوریهٔ ۱۹۹۲ میلادی شناگر بدون پای روسی‌الاصل اهل ایالات متحده آمریکا است. وی یکی از پر افتخارترین شناگران پارالمپیک در جهان است و با شرکت در چهار دوره از رقابت‌های پارالمپیک در مجموع ۲۳ مدال گوناگون در این مسابقات کسب کرده‌است که ۱۳ مدال آن طلاست . وی همچنین چندین رکورد جهانی و پارالمپیک را در اختیار دارد.

## اوایل زندگی
جسیکا لانگ با نام اصلی تاتیانا اولگاونا کرلووا در براتسک روسیه به دنیا آمد. و در ۱۳ ماهگی توسط یک خانواده آمریکایی به فرزند خواندگی پذیرفته شد. در سن ۱۸ ماهگی به علت ناهنجاری مادرزادی فیبولا همی ملیا هر دو پای خود را از زیر زانو از دست داد. و از کودکی راه رفتن با پروتز را آموخت.
لانگ در رشته‌های ورزشی بسیاری فعالیت کرد، او نخستین بار ورزش شنا را پیش از پیوستن به اولین باشگاه حرفه‌ای در سال ۲۰۰۲ از استخر خانه پدربزرگش آغاز کرد. یکسال بعد از آغاز حرفه‌ای شنا جسیکا لانگ در سال ۲۰۰۳ به عنوان شناگر معلول سال مریلند انتخاب شد.